# Pseudalsophis hoodensis
Pseudalsophis hoodensis är en ormart som beskrevs av Van Denburgh 1912. Pseudalsophis hoodensis ingår i släktet Pseudalsophis och familjen snokar. Inga underarter finns listade i Catalogue of Life.
Denna orm förekommer endemisk på ön Española som tillhör Galápagosöarna. Öns högsta punkt ligger 206 meter över havet. Landskapet är främst en öppen buskskog. Honor lägger ägg.
En längre tid fanns introducerade getter på ön men de finns inte kvar. Landskapet återhämtar sig stegvis. IUCN listar arten som nära hotad (LC).